# Gillmore Hoefdraad
Gillmore André Hoefdraad (n. el 17 de diciembre de 1962) es un economista y político de Surinam. Fue Director del Banco Central de Surinam entre 2010 y 2015 Ministro de Finanzas de Surinam entre 2015 y 2020. En enero de 2020, se reportó que faltaban 100 millones de dólares del Banco Central. En julio de 2021, se emitió una circular roja de Interpol para Hoefdraad, que se encontraba prófugo. Hoefdraad fue condenado in absentia a 12 años de prisión el 17 de diciembre de 2021.

## Biografía
Nació el 17 de diciembre de 1962 en Paramaribo. Es ajedrecista y fue campeón nacional juvenil en 1978, 1979 y 1980. Estudió economía en la Universidad de Santiago de Cuba.
En 1988, comenzó a trabajar en el Banco Central de Surinam y fue profesor a tiempo parcial en la Universidad Anton de Kom, en Paramaribo. En 1991, se convirtió en profesor a tiempo completo. En 1999, comenzó a trabajar para el Fondo Monetario Internacional en Washington D. C.
En 2010, fue nombrado director del Banco Central.  En 2015, fue nombrado Ministro de Finanzas de Surinam en el gabinete del presidente Desi Bouterse. Durante su mandato, obtuvo 92 préstamos, aumentando la deuda de 9.200 millones de dólares surinameses a 20.700 millones de dólares surinameses. En 2019, el Partido Reformista Progresista denunció a Hoefdraad ante el Fiscal General por exceder el límite de la deuda. El 1 de noviembre de 2019, la Asamblea Nacional votó a favor de una nueva ley que ya no penaliza el exceso en los límites de la deuda.
En enero de 2020, se informó que faltaban 100 millones de dólares estadounidenses de las reservas de efectivo del Banco Central. El vicepresidente Ashwin Adhin explicó que el dinero se utilizó para comprar patatas y cebollas.
En abril de 2021, el Fiscal General presentó una solicitud para procesar a Hoefdraad por transacciones dudosas entre el Banco Central y la empresa belga Clairfield. El 11 de julio se emitió una notificación roja de Interpol por lavado de dinero, malversación de fondos y corrupción. El 23 de julio se dictó una prohibición de salida. El 30 de julio, se informó que se vio a Hoefdraad en Skeldon, Guyana.
El 17 de diciembre de 2021, Hoefdraad fue condenado en ausencia a 12 años de prisión y una multa de 500.000 dólares surinameses. Fue declarado culpable de violar las leyes anticorrupción, malversación de recursos estatales, participación en una organización criminal y malversación de fondos. El 24 de diciembre se presentó un recurso de apelación.